# Sósfüred
Sósfüred (1899-ig Scsavnyik, szlovákul: Šarišský Štiavnik, németül: Schawnik) község Szlovákiában, az Eperjesi kerület Felsővízközi járásában.

## Fekvése
Felsővízköztől 14 km-re délre, a Radomka-patak partján fekszik.

## Története
1414-ben említik először, amikor Zsigmond király a makovicai uradalommal együtt a Czudar családnak adta. A település alapítása azonban csak a 16. században történt. Faluként történt írásos említése 1567-ből származik „Chawnyk” alakban. 1572-ben „Sczawnik” néven található. 1600-ban 16 portát számláltak a faluban. Az itteni gyógyhatású vizet a 17. század végétől említik írásos dokumentumok. Fürdőjét a 18. században a Szirmayak építtették. 1786-ban „Slawnik” alakban említik a korabeli források. 1787-ben 29 házában 208 lakos élt.
A 18. század végén Vályi András így ír róla: „STROCSIN. Orosz falu Sáros Várm. földes Ura Gróf Szirmay Uraság, lakosai katolikusok, és másfélék, fekszik Duplinhoz nem meszsze, mellynek filiája, határja középszerű, réttyei, ’s legelőji hasznosak, fájok tűzre van.”
1828-ban 40 háza és 307 lakosa volt, akik főként állattartással, szénégetéssel foglalkoztak.
Fényes Elek 1851-ben kiadott geográfiai szótárában így ír a faluról: „Schavnik, orosz falu, Sáros vmegyében, Sztropkóhoz 2 órányira, egy kopasz hegyekkel körülvétetett völgyben: 18 r. 300 g. kath. lak. Gör. anyaszentegyház. Van itt egy kénköves savanyúviz forrás, és fördő. A víz alkotórésze: szén-savany-szesz, szénsavany-natron v. lúgsó; kevés mészföld, és szénsavany vas. F. u. Szirmay János.”
1920 előtt Sáros vármegye Girálti járásához tartozott.

## Népessége
| Év:            | 1994. | 2004.    | 2014.   | 2024.    |
| -------------- | ----- | -------- | ------- | -------- |
| Emberek száma: | 264   | 294      | 292     | 248      |
| Eltérés:       |       | +11,36 % | -0,68 % | -15,06 % |

| Év:            | 2023. | 2024.   |
| -------------- | ----- | ------- |
| Emberek száma: | 249   | 248     |
| Eltérés:       |       | -0,40 % |

1910-ben 173, túlnyomórészt szlovák lakosa volt.
2001-ben 292 lakosából 241 szlovák, 42 ruszin és 6 ukrán volt.
2011-ben 296 lakosából 221 szlovák, 51 ruszin és 3 ukrán.

## Nevezetességei
- A település gyógyfürdőjéről nevezetes, fürdőépülete a 19. század közepén épült.
- Görögkatolikus fatemplomának fennmaradt harangtornya. A templom 1773-ban épült, 1927-ben lebontották.
- Görögkatolikus templomának ikonosztáza a 18. század második felében készült.
- A templom 17. századi ikonosztázának egyes darabjai a bártfai múzeumban láthatók.